# 今枝由郎
今枝 由郎（いまえだ よしろう、1947年 - ）は、日本のチベット学者、専攻はチベット歴史文献学。京都大学こころの未来研究センター特任教授。元フランス国立科学研究センター主任研究員。愛知県生まれ。

## 経歴
1947年、愛知県生まれ。大谷大学文学部卒業。チベット研究のためフランスへ留学し、パリ第七大学で文学博士号修得。1974年から国立科学研究センターに勤務。1981年～1990年に、ブータン国立図書館顧問としてブータンに赴任し、国立図書館の建設に尽力。1995年には、カリフォルニア大学バークレー校客員教授を務めた。現在は京都大学こころの未来研究センターのチベット歴史・文献学特任教授を務めている。
フランス国籍を取得しており、元夫人のフランソワーズ・ポマレ（fr:Françoise Pommaret）もフランス人チベット学者。現在は、日本人女性と再婚している。ダライ・ラマ14世の著述を翻訳紹介をするなど、チベット亡命政府（ガンデンポタン）を強く支持し、中国のチベット政策を徹底して批判しているため、現在のチベットには入国しない姿勢をとっている。

## 著書
- 『ブータン―変貌するヒマラヤの仏教王国』 大東出版社、1994年、増補版2013年
- 『ブータン仏教から見た日本仏教』 日本放送出版協会〈NHKブックス〉、2005年
- 『ブータンに魅せられて』 岩波新書、2008年
- 『ブッダが説いた幸せな生き方』 岩波新書、2021年

### 学術書
- 『ブータン中世史　ドゥク派政権の成立と変遷』 大東出版社、2003年
- 『敦煌出土チベット文「生死法物語」の研究―古代チベットにおける仏教伝播過程の一側面』 大東出版社、2006年

### 共著・編著
- 『ブータン　東ヒマラヤの王国』 ギー・ヴァン・ストゥリドンク写真、フランソワーズ・ポマレ＝イマエダと共著、講談社、1985年
- 『ブータンのツェチュ祭　神々との交感』 永橋和雄・写真、＜アジア民俗写真叢書＞平河出版社、1994年
- 『ブータン・風の祈り　ニマルン寺の祭りと信仰』 田淵暁・写真、＜アジア民俗写真叢書＞平河出版社、1996年
- 『多田等観全文集　チベット仏教と文化』 白水社、2007年

### 訳書
- 『サキャ格言集』岩波文庫、2002年
- ロベール・ドリエージュ『ガンジーの実像』白水社〈文庫クセジュ〉、2002年
- フィリップ・ブルサール、ダニエル・ラン 『囚われのチベットの少女』トランスビュー、2002年
- ヴェロニック・クロンベ 『ブッダ　生涯と教え』大東出版社、2003年
- 『ダライ・ラマ 14世　幸福と平和への助言』聞き手マチウ・リカール、トランスビュー、2003年
- ロラン・デエ 『チベット史』春秋社、2005年、新装版2022年
- ドルジェ・ワンモ・ワンチュック『幸福大国ブータン　王妃が語る桃源郷の素顔』日本放送出版協会、2007年
- ダライ・ラマ6世（ツァンヤン・ギャムツォ）『ダライ・ラマ六世 恋愛彷徨詩集』トランスビュー、2007年
- フレデリック・ルノワール 『人類の宗教の歴史－9大潮流の本質・誕生・将来』トランスビュー、2011年
- 『日常語訳 ダンマパダ　ブッダの〈真理の言葉〉』トランスビュー、2013年
- 『日常語訳 新編スッタニパータ　ブッダの〈智恵の言葉〉』トランスビュー、2014年
- ワールポラ・ラーフラ 『ブッダが説いたこと』 岩波文庫、2016年
- ゲンドゥン・リンチェン 『ブータンの瘋狂聖　ドゥクパ・クンレー伝』 岩波文庫、2017年
- 『スッタニパータ　ブッダの言葉』 光文社古典新訳文庫、2022年3月
- 『ダンマパダ　真理の言葉』光文社古典新訳文庫、2023年6月
- ジャン･ノエル・ロベール 『仏教の歴史　いかにして世界宗教となったか』 講談社選書メチエ、2023年11月

#### 共訳・監修
- クンサン・チョデン 『ブータンの民話と伝説』小出喜代子共訳、白水社、1998年
- マーカス・ボーグ編 『イエスの言葉　ブッダの言葉』鈴木佐知子・武田真理子共訳、大東出版社、2001年
- フランソワーズ・ポマレ『チベット 〈「知の再発見」双書〉』監修、後藤淳一訳、創元社、2003年
- ドルジ・ワンモ・ワンチュック編著『ウギェン・ドルジ述　虹と雲　王妃の父が生きたブータン現代史』

監修、鈴木佐知子・武田真理子共訳、平河出版社、2004年
- ピーター・ホップカーク『チベットの潜入者たち　ラサ一番乗りをめざして』鈴木佐知子・武田真理子共訳、白水社、2004年
- フレデリック・ルノワール『仏教と西洋の出会い』富樫瓔子共訳、トランスビュー、2010年
- ソナム・ギェルツェン『チベット仏教王伝　ソンツェン・ガンポ物語』監訳、岩波文庫、2015年
- アレクサンドラ・ダヴィッド=ネール／アプル・ユンテン『ケサル王物語　チベットの英雄叙事詩』

訳注・解説、富樫瓔子訳、岩波文庫、2021年
- 『ダライ・ラマ六世恋愛詩集』海老原志穂 共編訳、岩波文庫、2023年

### その他
語学テキスト
- 『ゾンカ語口語教本』大学書林、2006年

チベット語固有名詞のカナ転写方式に関する提案
- 「チベット語のカタカナ表記について」
　ロラン・デエ 『チベット史』春秋社、2005年 の付録

### 論文
- CiNii>今枝由郎
- INBUDS>今枝由郎